# Amt Witzenhausen
Das Amt Witzenhausen mit dem Amt Ludwigstein war eine territoriale Verwaltungseinheit der Landgrafschaft Hessen und ab 1567 der Landgrafschaft Hessen-Kassel. Von 1627 bis 1834 gehörte das Amt Witzenhausen mit dem Amt Ludwigstein zum Territorium der sogenannten „Rotenburger Quart“, der teilsouveränen landgräflichen Nebenlinie Hessen-Rotenburg.
Bis zur Verwaltungs- und Gebietsreform des Kurfürstentums Hessen im Jahr 1821 und seiner damit verbundenen Auflösung bildete das Amt Witzenhausen mit Ludwigstein als Amt den räumlichen Bezugspunkt für die Einforderung landesherrlicher Abgaben und Frondienste, für Polizei, Rechtsprechung und Heeresfolge.

## Geographische Lage

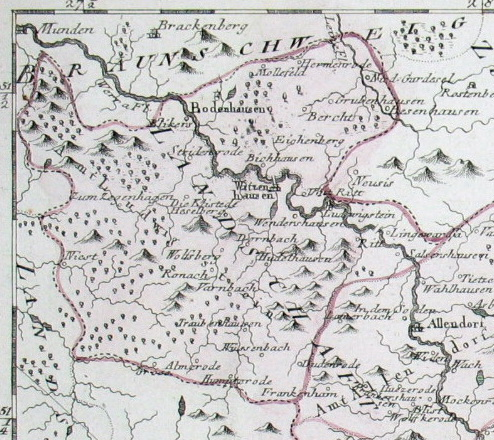
Das Amt Witzenhausen um 1793

Die Ämter Witzenhausen und Ludwigstein lagen im äußersten Nordosten der Landgrafschaft Hessen-Kassel zwischen Kaufunger Wald im Westen, Eichsfeld im Osten, dem Fürstentum Göttingen im Norden und dem Soodener Bergland im Süden. Das Gebiet wurde von Südosten nach Nordwesten von der unteren Werra und deren Zufluss Gelster durchflossen. Das Amt hatte mit Laubach eine Exklave.
Der Großteil des Amtsgebiets liegt heute im Nordosten des Landes Hessen und gehört zum Werra-Meißner-Kreis. Nur die Orte Laubach, Mollenfelde und Reckershausen liegen im südlichsten Teil von Niedersachsen und gehören heute zum Landkreis Göttingen.

## Angrenzende Verwaltungseinheiten
Das Gebiet des Amts grenzte:
- im Norden an die Ämter  Münden und Friedland (Fürstentum Göttingen, 1495 zum Fürstentum Calenberg, 1692 Kurfürstentum Braunschweig-Lüneburg, ab 1814 Königreich Hannover),
- im Osten an das kurmainzische Eichsfeld (Hansteinsches Gericht; 1802/03 zu Preußen, 1807 zum Königreich Westphalen, 1813 erneut zu Preußen),
- im Süden an die hessischen Ämter Allendorf und Eschwege,
- im Südwesten an das hessische Amt Lichtenau,
- im Westen an das hessische Amt Kassel (Gericht Neustadt).

## Geschichte

### Das Amt Ludwigstein
Ein „Amt Witzenhausen“ wurde 1361 zum ersten Mal erwähnt. 1379 war es eines der vier Ämter an der unteren Werra, die den Amtmännern Heinrich von Gladebecke und Hermann von Rusteberg unterstanden.
Zum Schutz der im Tal der Werra verlaufenden Handelsstraße und gegen die im benachbarten kurmainzischen Eichsfeld herrschenden Herren von Hanstein ließ Landgraf Ludwig I. von Hessen im Jahre 1415 gegenüber deren Burg Hanstein die Burg Ludwigstein errichten. 1416 wurde Hans von Dörnberg der Ältere erster Amtmann des dort eingerichteten neuen Amts Ludwigstein, dem auch der Schutz des Amts Witzenhausen übertragen wurde. Seitdem waren Witzenhausen und Ludwigstein völlig vereint und zeitweise auch gemeinsam verpfändet. In der Stadt Witzenhausen amtierte hingegen ein eigener Schultheiß, welcher um 1555 auch für Hundelshausen und Trubenhausen zuständig war.
Die Burg Ludwigstein blieb bis 1664 Sitz eines hessischen Amtmanns und Mittelpunkt der Verwaltung und Gerichtsbarkeit im hessischen Werra-Gebiet. Zum Amt Ludwigstein gehörten nach einem Verzeichnis von 1466 Ländereien und Einkünfte in den Dörfern Oberrieden, Wendershausen, Hilgershausen, Hundelshausen, Weißenbach, Roßbach, Kleinalmerode, Bischhausen und in Witzenhausen; im 16. Jahrhundert kamen weitere Dörfer um Witzenhausen, Eichenberg und Friedland hinzu. Auf Hans von Dörnberg folgten als Amtmänner eine Reihe hessischer Adliger, die zeitweise auch Pfandinhaber der Burg waren. Bedeutendster unter ihnen war Hans von Dörnberg der Jüngere, Sohn des ersten Ludwigsteiner Amtmanns, der zum hessischen Hofmeister und De-facto-Regenten der Landgrafschaft aufstieg.
Als Gegengeschäft zur Versorgung von Verwandten seiner bigamistischen Zweitfrau Margarethe von der Saale übertrug Landgraf Philipp Burg und Amt Ludwigstein seinem Kammerdiener Christoph Hülsing und dessen Nachkommen als Mannlehen. Erst nach langen Verhandlungen gelang Philipps Sohn, Wilhelm IV. von Hessen-Kassel, der Rückkauf dieses Besitzes. Danach wurde die Burg wieder Sitz hessischer Amtmänner, zumeist bürgerlicher Ministeriale.

### Rotenburger Quart und Amt Witzenhausen
Nach dem Tod Philipps I. erfolgte 1567 eine Erbteilung der Landgrafschaft Hessen, wobei das Amt Ludwigstein und das Schultheißenamt Witzenhausen zur Landgrafschaft Hessen-Kassel kamen. 1627 kamen beide Ämter als Teil der Rotenburger Quart an die landgräfliche Nebenlinie von Hessen-Rotenburg, zu der sie bis 1834 gehörten.
1664 wurde das Amt Ludwigstein mit dem Stadtschultheißenamt Witzenhausen vereint, wodurch der Ludwigstein seine Funktion als Sitz eines landesherrlichen Amtmannes verlor. Die Burg wurde eine landgräfliche Domäne. Der Oberschultheiß zu Witzenhausen war nunmehr auch für das Amt Witzenhausen zuständig.
Während der französischen Besetzung von 1807 bis 1813 gehörte das Amtsgebiet zum napoleonischen Königreich Westphalen und wurde folgendermaßen aufgeteilt:
| Departement           | Distrikt  | Kanton       | Zugehörige Ortschaften |
| --------------------- | --------- | ------------ | --- |
| Departement der Werra | Eschwege  | Witzenhausen | Stadt Witzenhausen, Blickershausen, Schloss Berlepsch, Hübenthal, Ziegenhagen, Ziegenberg, Ermschwerd, Stiedenrode, Hubenrode, Kleinalmerode, Ellingerode, Wendershausen, Dohrenbach, Fahrenbach, Roßbach, Rückerode, Hundelshausen, Oberrieden, Ludwigstein |
| Departement der Werra | Eschwege  | Sooden       | Hilgershausen, Trubenbach, Uengsterode, Weißenbach |
| Departement der Leine | Göttingen | Friedland    | Bischhausen, Marzhausen, Eichenberg, Berge, Hebenshausen, Gertenbach, Gut Neuenrode, Reckershausen, Unterrieden, Hermannrode, Albshausen, Gut Arnstein |
| Departement der Fulda | Kassel    | Münden       | Laubach |
| Departement der Fulda | Kassel    | Kaufungen    | Epterode |

Nach der Auflösung des Königreichs Westphalen im Jahr 1813 wurde das Kurfürstentum Hessen mit seiner vormaligen Verwaltungsstruktur wieder hergestellt; der Landgraf von Hessen-Kassel, der die Oberhoheit über Hessen-Rotenburg innehatte, hatte 1803 den Kurfürstenhut erhalten, und sein Herrschaftsgebiet wurde daher ab 1815 als Kurfürstentum Hessen bezeichnet. Das kurhessische Amt Witzenhausen bestand noch bis 1821 und wurde dann im Zuge der kurhessischen Verwaltungsreform dem Landkreis Witzenhausen zugeordnet. Durch einen Grenzvertrag des Kurfürstentums Hessen und des Königreichs Hannover kamen die Orte Laubach und die hessische Hälfte von Mollenfelde im Jahr 1831/32 an Hannover. Reckershausen kam ebenfalls nach 1815 an das Königreich Hannover.

## Zugehörige Orte
Städte
- Witzenhausen

Dörfer
| - Albshausen - Berge - Bischhausen - Blickershausen - Dohrenbach | - Eichenberg - Ellingerode - Epterode (zeitweise) - Ermschwerd - Gertenbach | - Hebenshausen - Hermannrode - Hilgershausen - Hubenrode - Hundelshausen | - Kleinalmerode - Laubach (Exklave) - Marzhausen - Mollenfelde (anteilig) - Oberrieden | - Reckershausen - Roßbach - Trubenhausen - Uengsterode - Unterrieden | - Weißenbach - Wendershausen - Ziegenhagen |

Burgen und Schlösser
- Burg Ludwigstein
- Burg Ziegenberg
- Schloss Berlepsch
- Schloss Arnstein

Höfe und Güter
| - Neuenrode - Freudenthal - Stiedenrode | - Fahrenbach - Hübenthal - Rückerode |

Wüstungen
- Hungershausen (bei Kleinalmerode)
- Bremerode und Eibingen (bei Hebenshausen)
- Eilersgewende, Bremerode und Gerwardshausen (bei Marzhausen)
- Eberhardshausen, Willershausen, Stempelshausen und Rengershausen (bei Witzenhausen)[2]

## Pfandinhaber und Amtleute
- 1430: Hermann Diede
- 1455: Wilhelm Meisenbug
- 1460: Hans von Dörnberg
- 1464: Georg von Buttlar
- 1486: Sittich und Kaspar von Berlepsch
- 1488: Rabe von Herda
- 1503: Ludwig und Hermann von Boyneburg
- 1515: Christian von Hanstein
- 1545–1573: Ludwigstein und einige Dörfer als Mannlehen des Christoph Hülsing ausgesondert, anschließend wieder durch Witzenhäuser Beamte besetzt.
- 1555: Witzenhausener Stadtschultheiß für Witzenhausen, Hundelshausen und Trubenhausen zuständig
- 1628–1835; zur Rotenburger Quart
- 1664: Hessen-Rotenburg vereinigt das Amt des Witzenhausener Stadtschultheißen mit dem des Amtmanns auf dem Ludwigstein. Seitdem war der Oberschultheiß zu Witzenhausen auch für das Amt zuständig.